# Dans
| Dans |
| --- |
| Polsk folkdans. - Betydelse – kroppsrörelser till rytm och melodi - Bakgrund – äldre stenåldern, då ofta ledd av en schaman - Etymologi – i svenskan sedan yngre fornsvenska (senmedeltiden), efter franskans danse - Betydelse – scenkonst (balett), folkkultur (folkdans, ringdans), nöje och parbildning (rejv, sällskapsdans), sexuell upphetsning (striptease, lapdance), sport (danssport) |

Dans är i grunden koordinerade kroppsrörelser, ofta rytmiska och till musik. Varje rörelse innehar möjligheten att vara en dans. Hos många naturfolk och i äldre tider har dansen varit en viktig beståndsdel i den religiösa kulten. I modern tid förekommer dans dels som konstprestation, dels som sällskapsnöje i många växlande former.
Dans är ett ganska bra sätt att motionera, eftersom den ger styrka, smidighet, kroppskännedom och ökat blodflöde. I djurvärlden finns otaliga former av parningsdans som syftar till att förbereda för parning, medan sällskapsdans ibland har samma funktion hos människor. Lapdance och striptease utförs i sexuellt syfte, medan danssport numera är en vanlig tävlingsform.

## Historik
Dans som fenomen går tillbaka till äldre stenålder. Då skedde den ofta i samband med olika riter, exempelvis i dans ledd av en schaman. I dansen kunde myter eller andra typer av berättelser presenteras, och andar kunde frammanas.
Redan i äldsta tider firades högtidliga tilldragelser med dans. Egyptiernas präster uppförde danser vid de tillfällen då en ny Apis blivit funnen och då en död Apis begravdes. De bibliska berättelserna omtalar att judarna ofta genom dans gav uttryck åt triumf eller glädje. 
Grekerna högtidlighöll religiösa tilldragelser med dans och genomförde även krigsdanser. Vid deras gästabud utfördes dansen av lejda dansörer, eftersom det ansågs vanhedrande för de grekiska medborgarna att dansa vid sådana tillfällen. För övrigt utvecklade sig den offentliga dansen hos grekerna till en verklig konst (orkestik), som innefattade ett plastiskt åtbördsspel och stod i nära samband med musiken och poesin. 
Hos romarna utgjorde dansen i äldre tider en huvudbeståndsdel av de religiösa festerna, vid vilka även högt stående män dansade. På skådebanan idkades dans av histrionerna, som även med livliga åtbörder sökte underhålla åskådarna.
Bland indierna dansar både män och kvinnor, dock vanligen mest de senare. Naturfolkens danser har en högst skiftande karaktär, allt eftersom folken är mer eller mindre vilda, mer eller mindre krigiska.
Bland forntidens nordbor idkades dans sannolikt redan under hednatiden. Med bestämdhet vet man att dansen var ett omtyckt nöje i början av 1100-talet. Den utfördes under ackompanjemang av visor, vilka sjöngs av de dansande själva, män och kvinnor. Ofta hade var och en av de dansande en roll att utföra, och dräkterna tycks stundom ha varit anpassade efter rollerna. Sådana med åtbördsspel förenade danser förekommer ännu på Färöarna. Ett slags dans efter instrumentalmusik lär ha varit i bruk på 1300-talet. På 1200-talet infördes kontinentens tradition med höviska danser även till svenska ceremoniella sammanhang.
Sällskapsdanserna uppkom sannolikt i början av den nya tiden och utbildades huvudsakligen av italienarna och fransmännen. Under tidernas lopp har de undergått många förändringar. På 1600- och 1700-talen utfördes de med avmätta och sirliga steg; sedermera fick de en livligare takt, och slutligen erhöll de den snabba fart, som nu är allmän.
Olika folkdanser förekommer runt om i världen. Ofta är de förknippade med en viss kultur eller ett visst land. Några exempel är Sverige: Jössehärads-polskan, Norge: hallingen, Spanien: fandangon, Italien: tarantellan, Skottland: the reel.

## Olika danstyper
Dans delas ofta upp på antalet utövare – solodans, pardans eller gruppdans. Dans kan också delas upp på skälen till dansen, som vid ceremoniell dans, tävling, sällskapsdans, uppvisningsdans med mera. Flera typer av dans används som mer eller mindre erotisk underhållning, inklusive striptease, lapdance och magdans.

### Dans och musik
Många tidiga former av dans och musik skapades och framfördes tillsammans. Mest ursprunglig är kanske den individuella dansen som hos sanfolket. Långdans och ringdans anses mycket ålderdomliga. Pardansen är en förhållandevis sen dans, först som turer i överklassens uppställningsdanser, senare som självständiga danser (i Sverige polska, vals mm). De första "moderna" pardanserna utvecklades i USA: foxtrot, one-step.   
Denna parvisa utveckling har fortsatt genom tiderna med dans- musikstilar som vals, salsa och hiphop. Vissa stilar har däremot inte alls den kopplingen till exempel klassisk musik, klassisk balett och samtida dans. Även om det ofta dansas till musik så kan den också framföras utan, antingen genom att den skapar sitt eget ackompanjemang som stepp eller helt utan. Dans kan även vara ett sätt att uttrycka känslor med hjälp av musiken.

## Danstävlingar
- Danssport är officiellt sett som en idrottsgren av internationella olympiska kommittén (IOK).
- Öppna tävlingar som tillåter flera olika stilar, till exempel Floor Filler och So you think you can dance.
- Singelstil som bara tillåter en enda stil.

## Yrken och utbildningar
Dans kan vara del av olika yrkesutövanden. Detta inkluderar balettdansare och ballerinor, koreografer, danspedagoger och personer som deltar i andra uppvisningar eller tävlingssammanhang. Strippor/striptörer och lapdansare är en sorts sexarbetare, eftersom deras danser har direkt sexuell anknytning.
Utbildningar för dans i Sverige finns i olika nivåer. I de flesta städer på kulturskolor eller genom Folkuniversitetet och Medborgarskolan. Det finns även högskoleutbildning inom dans, på Dans- och cirkushögskolan. Det finns också utbildningar i dans på Balettakademien, Kulturama, genom Svenska folkdansringen och på Kungliga Svenska Balettskolan.

## Etymologi
Svenskans ord dans har en lång historia. Det har funnits i språket sedan senmedeltiden, och kunde då stavas bland annat dandz eller danz
 . De flesta germanska och romanska språk har motsvarande ord, hämtade via fornfranskans danse. Sannolikt är ordet hämtat dit från något germanskt språk, från ett ord som är släkt med svenskans tänja.
Ordet dans hämtades in i svenskan efter att den franska medeltida ringdanserna runt 1000-talet även spritts till Nordeuropa. Dessförinnan används den dåtida namnformen av ordet lek (lēker) i samma betydelse som dans.

## Galleri

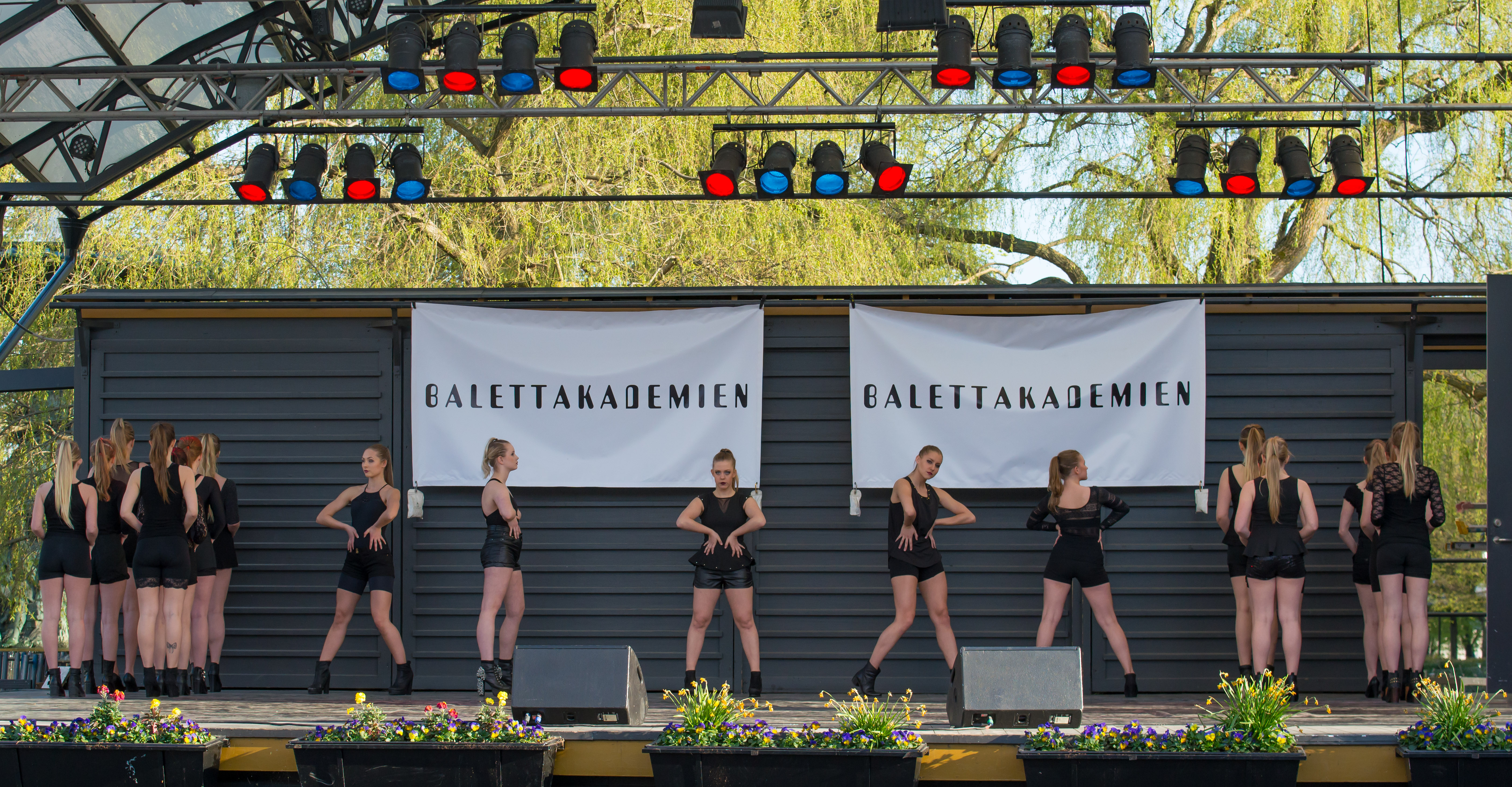
Modern dans med elever från Balettakademien i Kungsträdgården den 6 maj 2015.
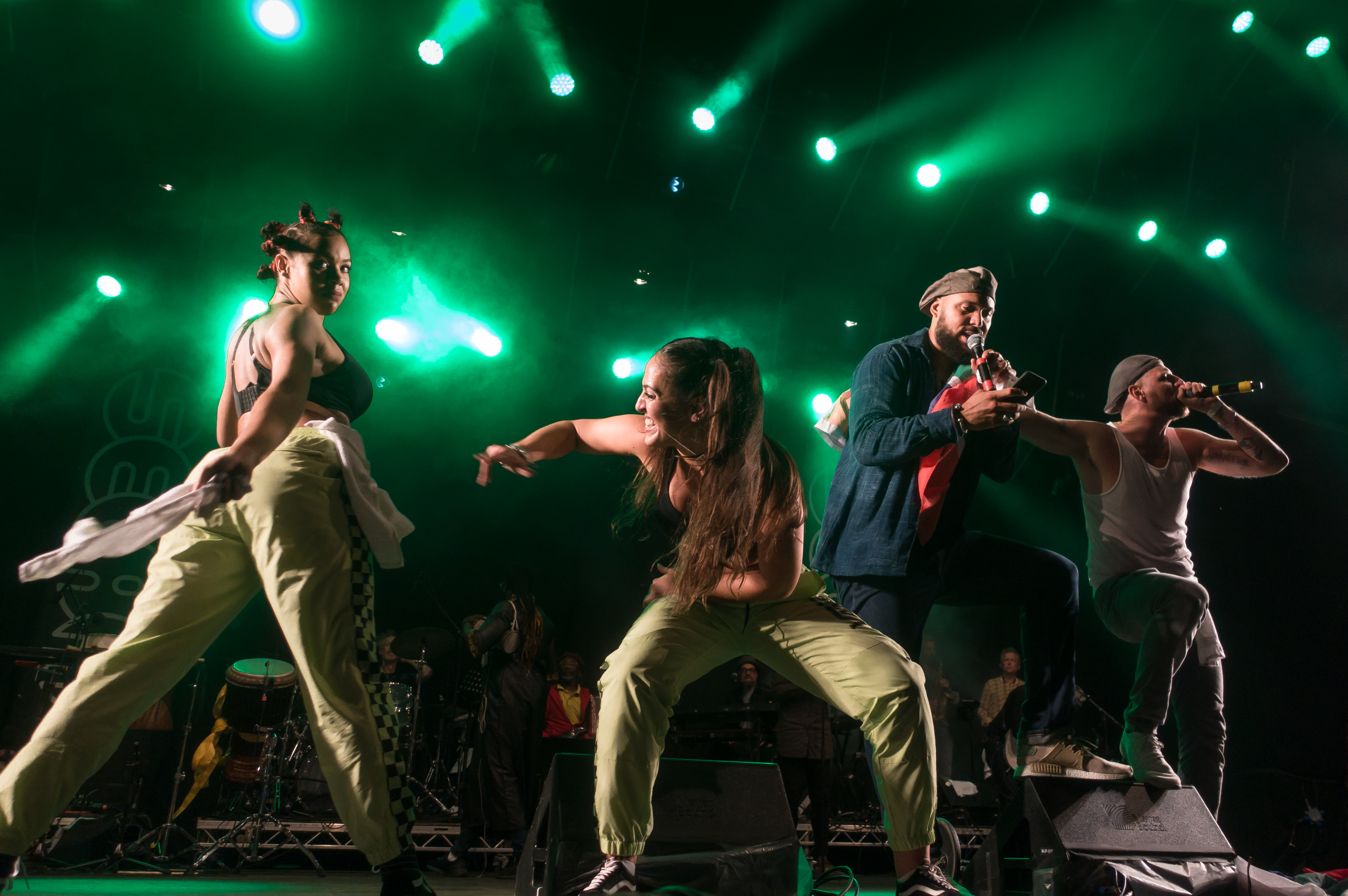
Kaliffa och Jens Malmlöf med dansare uppträder på Gustav Adolfs torg på Stockholms Kulturfestival 2019.
Pardans illustrerad av Eadweard Muybridge.
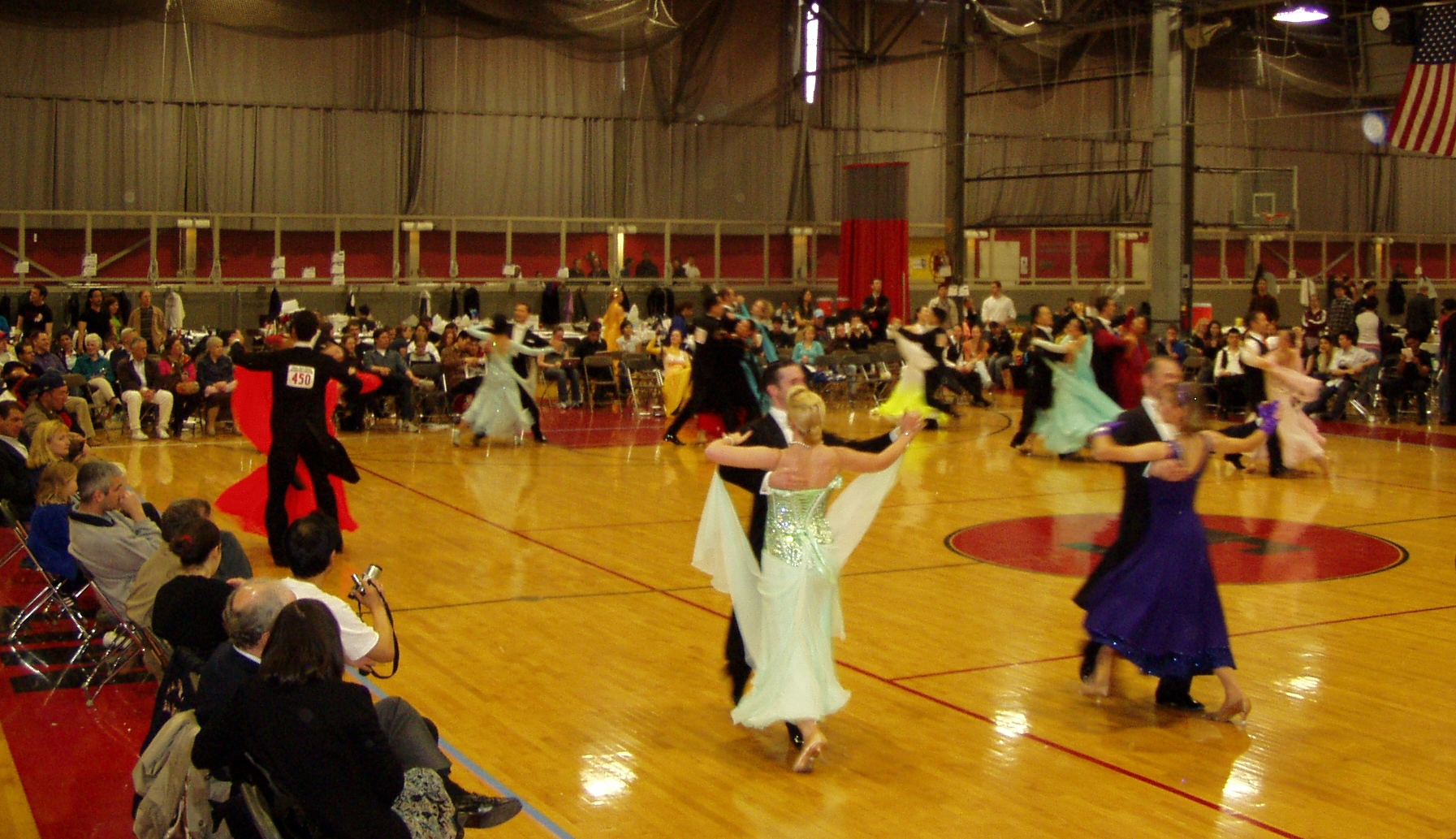
Danssportstävling.
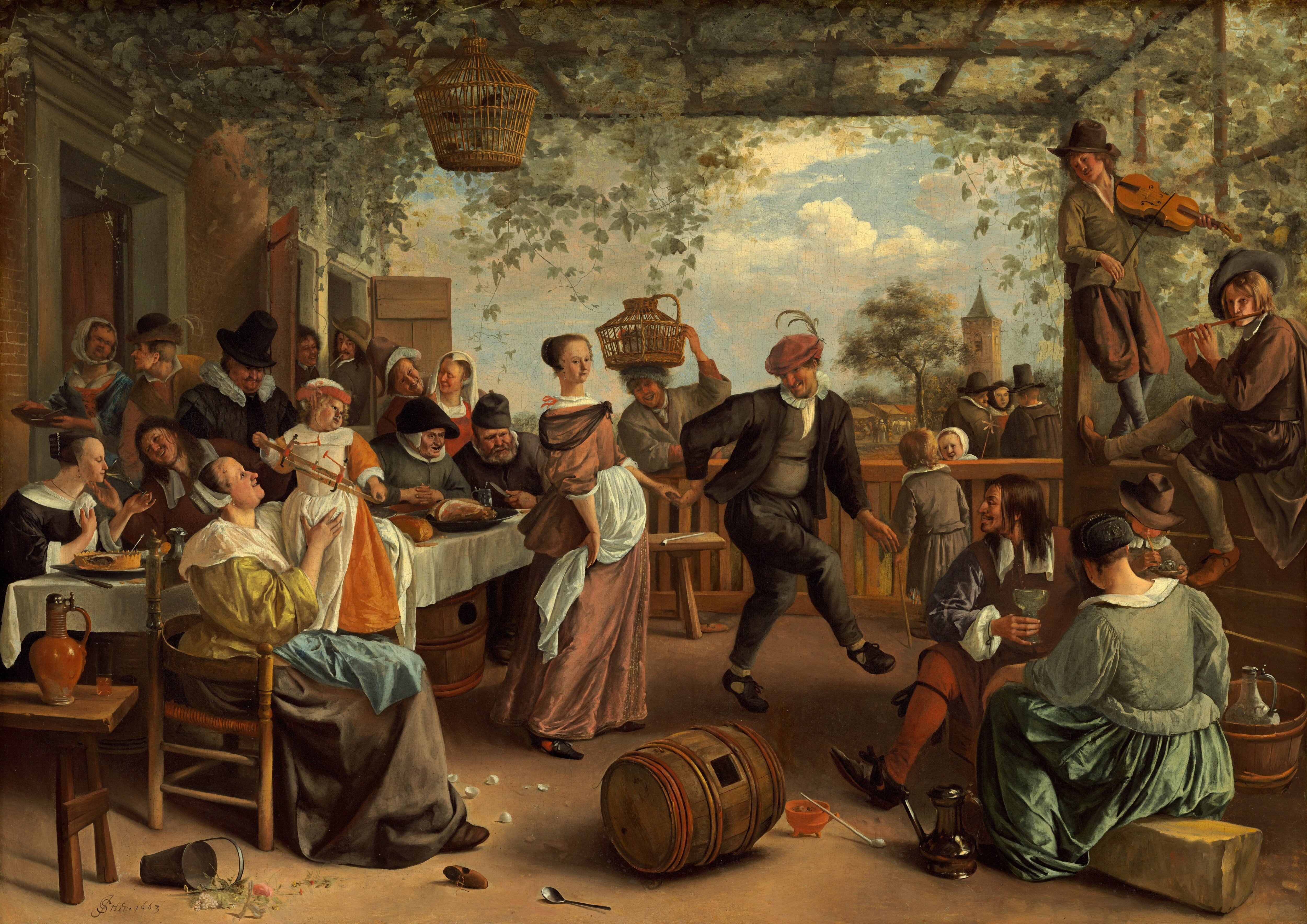
Det dansande paret av Jan Steen, 1663.